# William H. Reynolds
William Henry Reynolds (ur. 14 czerwca 1910 w Elmirze, zm. 16 lipca 1997 w South Pasadena) – amerykański montażysta filmowy, którego kariera w branży trwała ponad 60 lat. Dwukrotny laureat Oscara za najlepszy montaż do filmów: Dźwięki muzyki (1965) Roberta Wise’a i Żądło (1973) George’a Roya Hilla. Ogółem był siedmiokrotnie nominowany do tej nagrody, w tym za montaż do filmów: Fanny (1961), Ziarnka piasku (1966), Hello, Dolly! (1969), Ojciec chrzestny (1972) i Punkt zwrotny (1977). Pracował również przy trzech największych finansowych klapach w Hollywood lat 80. – Wrota niebios (1980) Michaela Cimino, Piraci (1986) Romana Polańskiego oraz Ishtar (1987) Elaine May.